# Dag & nat
 Ikke at forveksle med Dag og nat.
Dag & nat er en dansk dramaserie af Lone Scherfig. Serien havde premiere på TV 2 søndag 29. maj 2022.
Serien sætter fokus på de problemer der foregår på en dansk fødegang, som mangel på personale og overbelægning af patienter.

## Medvirkende
- Sofie Gråbøl som Ella
- Pål Sverre Hagen som Jerry
- Marijana Jankovic som Louise
- Sara Hjort Ditlevsen som Tine
- Afshin Firouzi som Milad
- Mattias Nordkvist som Jacob
- Adam Brix som Michael
- Mette Agnete Horn som Trille
- Nicolai Jørgensen som Frederik
- Patrick A. Hansen som Vilhelm
- Birthe Neumann som Vivi